# Roy Z
Roy Z (Los Angeles, veljača 1968.) je gitarist, tekstopisac, producent i osnivač grupe Tribe of Gypsies, hard rock sastava s utjecajima latino glazbe. Poznat je i po suradnji s Bruceom Dickinsonom (Iron Maiden) i Robom Halfordom (Judas Priest).
Roy Z rođen je kao Roy Ramirez u Los Angelesu, Kaliforniji, ali mijenja svoje ime u osamdesetim godinama prošlog stoljeća zato što "etnička imena nisu bila popularna u to vrijeme". Roy je izokrenuo Ramirez i postao "Roy Zerimar", iako su ga ljudi ubrzo počeli nazivati "Roy Z" kao skraćenicu. Još kao dijete počinje svirati gitaru i proučavati glazbu, inspiriran glazbenicima kao što su Peter Green, Uli Roth, Jimmy Page, Frank Marino, Carlos Santana, Michael Schenker, Yngwie Malmsteen, Jeff Beck i Robin Trower
U osamdesetim godinama prošlog stoljeća počinje svirati u mnogim sastavima, uključujući Seventh Thunder, Gypsy Moreno, Royal Flush, Driver, Warrior i Mike Vescera. 1991. godine osnovao je svoj sastav Tribe of Gypsies.
Kada je Bruce Dickinson napustio heavy metal sastav Iron Maiden 1993. godine, odabrao je Roya i članove Tribe of Gypsiesa Davea Ingrahama (bubnjara) i Eddiea Casillasa (basista) kako bi upotpunio svoj sastav. Zajedno su izdali drugi Dickinsonov samostalni album Balls to Picasso. Dvije godine poslije, Roy i Tribe of Gypsies snimaju prvi samostalni album, nazvan po samom sastavu i izdaju ga u Japanu 1996. Izdavač albuma bila je diskografska kuća JVC/Victor Records.
Bruce i Roy ponovno se okupljaju nakon što je Bruce izdao svoj treći album Skunkworks te su zajedno objavili sljedeća dva Bruceova studijska albuma, Accident of Birth i The Chemical Wedding.
Roy 2000. godine producira album Roba Halforda Resurrection. 
Bruce i Roy još jednom se okupljaju 2003. godine kako bi napisali i objavili Dickinsonov samostalni album, Tyranny of Souls, koji je izašao 2005. godine.

## Vanjske poveznice
- Roy Z, službena stranica
- Tribe of Gypsies, službena stranica